# Helge Meeuw
Helge Folkert Meeuw (Wiesbaden, 29 augustus 1984) is een Duitse zwemmer die gespecialiseerd is in de rugslag en de vlinderslag. Hij is meervoudig Europees kampioen bij de junioren en de senioren.
Meeuw werd geboren in het Duitse Wiesbaden maar woonde met zijn ouders Folkert Meeuw en Jutta Weber, beiden voormalig topzwemmers, tussen 1985 en 1989 in Windhoek, de hoofdstad van Namibië. Helges oudere zus Frauke en jongere broer Arne zwemmen ook, maar niet op het hoogste internationale niveau.
Helge Meeuw studeert geneeskunde aan de Universiteit van Frankfurt am Main.

## Belangrijkste resultaten
| Jaar | Olympische Spelen                                                                                   | WK langebaan                                                                               | WK kortebaan                                     | EK langebaan                                                                                  | EK kortebaan                                                 |
| ---- | --------------------------------------------------------------------------------------------------- | ------------------------------------------------------------------------------------------ | ------------------------------------------------ | --------------------------------------------------------------------------------------------- | ------------------------------------------------------------ |
| 2003 | | 16e 200m rugslag · 16e 200m vlinderslag · 4x200m vrije slag · (Meeuw zwom enkel de series) |                                                  |                                                                                               | geen deelname                                                |
| 2004 | 13e 100m vlinderslag · 18e 200m vlinderslag · 4x100 meter wisselslag · (Meeuw zwom enkel de series) |                                                                                            | geen deelname                                    | geen deelname                                                                                 | 50m rugslag · 10e 100m rugslag                               |
| 2005 | | 22e 100m vlinderslag 7e 200m vlinderslag                                                   |                                                  |                                                                                               | 200m vlinderslag                                             |
| 2006 | |                                                                                            | 50m rugslag · 100m rugslag · 6e 200m vlinderslag | 50m rugslag · 7e 100m rugslag · 5e 200m rugslag · 12e 200m vlinderslag · 7e 4x100m wisselslag | 50m rugslag · 100m rugslag · 200m rugslag · 4x50m wisselslag |
| 2007 | | 15e 100m rugslag 25e 200m rugslag 15e 4x100m wisselslag                                    |                                                  |                                                                                               | 50m rugslag · 100m rugslag · 7e 200m rugslag                 |
| 2008 | 19e 100m rugslag 9e 200m rugslag                                                                    |                                                                                            | geen deelname                                    | DNS 50m rugslag DNS 100m rugslag DNS 200m rugslag 9e 4x100m wisselslag                        | 8e 50m rugslag · 100m rugslag                                |
| 2009 | | 6e 50m rugslag · 100m rugslag · 19e 100m vlinderslag · 4x100m wisselslag                   |                                                  |                                                                                               | geen deelname                                                |
| 2010 | |                                                                                            | geen deelname                                    | geen deelname                                                                                 | geen deelname                                                |
| 2011 | | 10e 50m rugslag · 7e 100m rugslag · 4x100m wisselslag                                      |                                                  |                                                                                               | geen deelname                                                |
| 2012 | 6e 100m rugslag 6e 4x100m wisselslag                                                                |                                                                                            | geen deelname                                    | 13e 50m rugslag · 100m rugslag · 4x100m wisselslag                                            | geen deelname                                                |

### Duitse kampioenschappen langebaanzwemmen 2006
Op 24 juni 2006 zwom Meeuw een nieuw Europees record op de 200 meter rugslag, de nieuwe toptijd was 1.56,34, en daarmee verbeterde hij de recordtijd van de Spanjaard Martín López-Zubero die sinds 1991 op 1.56,57 stond. Meeuw zwom zijn record tijdens de Duitse kampioenschappen langebaanzwemmen in Berlijn. Iets meer dan een maand later, op de EK in Boedapest raakte Meeuw zijn record alweer kwijt, in de finale van de 200 meter rugslag verbeterde de Rus Arkadi Vjatsjanin het ER met meer dan een seconde tot 1'55"44.
Een dag na dat Europees record, deed hij zijn exploot nog eens over op de 100 meter rugslag. Als startzwemmer van de estafetteploeg SC Wiesbaden op de 4x100m wisselslag, zwom hij een nieuw Europees record op de 100 meter rugslag. Met een tijd van 53,46 verbeterde hij het record van Arkadi Vjatsjanin uit 2003 die in Barcelona 53,92 op de klok zette. Hij zou dit record iets meer dan een jaar houden, maar raakte het kwijt aan Liam Tancock.
Meeuw behaalde op de Duitse kampioenschappen langebaanzwemmen in Berlijn vijf titels:
- 50 meter rugslag (25,32)
- 100 meter rugslag (54,23)
- 200 meter rugslag (1.56,34)
- 100 meter vlinderslag (53;29)
- 200 meter vlinderslag (1.57,31)

## Persoonlijke records
(bijgewerkt t.e.m. 2 augustus 2009)

### Kortebaan
| Event            | Tijd    | Datum, plaats                    |
| ---------------- | ------- | -------------------------------- |
| 50m vrije slag   | 22,84   | 26 november 2004, Essen          |
| 100m vrije slag  | 50,29   | 4 november 2006, Bozen           |
| 200m vrije slag  | 1.47,71 | 28 november 2003, Gelsenkirchen  |
| 400m vrije slag  | 4.01,27 | 18 februari 2005, Belo Horizonte |
| 50m rugslag      | 23,49   | 1 december 2008, Sint-Petersburg |
| 100m rugslag     | 50,23   | 1 december 2008, Sint-Petersburg |
| 200m rugslag     | 1.51,51 | 24 november 2007, Essen          |
| 50m vlinderslag  | 24,55   | 11 november 2006, Hannover       |
| 100m vlinderslag | 52,24   | 27 november 2005, Essen          |
| 200m vlinderslag | 1.52,49 | 10 december 2005, Trieste        |

### Langebaan
| Event            | Tijd    | Datum, plaats           |
| ---------------- | ------- | ----------------------- |
| 100m vrije slag  | 50,58   | 25 mei 2005, Berlijn    |
| 200m vrije slag  | 1.52,85 | 28 juni 2008, Berlijn   |
| 400m vrije slag  | 4.01,18 | 14 juli 2006, Darmstadt |
| 50m rugslag      | 24,59   | 1 augustus 2009, Rome   |
| 100m rugslag     | 52,27   | 2 augustus 2009, Rome   |
| 200m rugslag     | 1.56,34 | 24 juni 2006, Berlijn   |
| 50m vlinderslag  | 24,71   | 21 mei 2006, Darmstadt  |
| 100m vlinderslag | 51,97   | 31 juli 2009, Rome      |
| 200m vlinderslag | 1.56,61 | 23 mei 2005, Berlijn    |